# Fibrina
La fibrina è una proteina fibrillare del sangue coinvolta nel processo di coagulazione, 
viene polimerizzata per formare una "maglia" (insieme con le piastrine) sopra il luogo della ferita.
La fibrina deriva dal fibrinogeno, una proteina plasmatica sintetizzata dal fegato. Nel processo della coagulazione si attiva la trombina responsabile della conversione del fibrinogeno in fibrina. La fibrina è allora trasversalmente collegata al fattore XIII per formare un grumo.

## Ruolo nella malattia
L'eccessiva generazione di fibrina per via dell'attivazione della coagulazione porta alla trombosi, mentre una sua eventuale scarsa presenza porterebbe alla formazione di emorragia.